# SieMatic
SieMatic es un fabricante de cocinas alemán. La empresa fue fundada en 1929 y tiene su sede central en Löhne, Renania del Norte-Westfalia. Suministra sus productos en más de 60 países de todo el mundo. SieMatic es considerada una de las marcas de lujo más conocidas de Alemania. Desde 1998 el director ejecutivo de SieMatic es Ulrich W. Siekmann, la tercera generación de la familia al frente de la empresa.
En 2007 la empresa alcanzó un volumen de ventas de 130,1 millones de euros y en 2012 contaba con casi 500 empleados.

## Historia

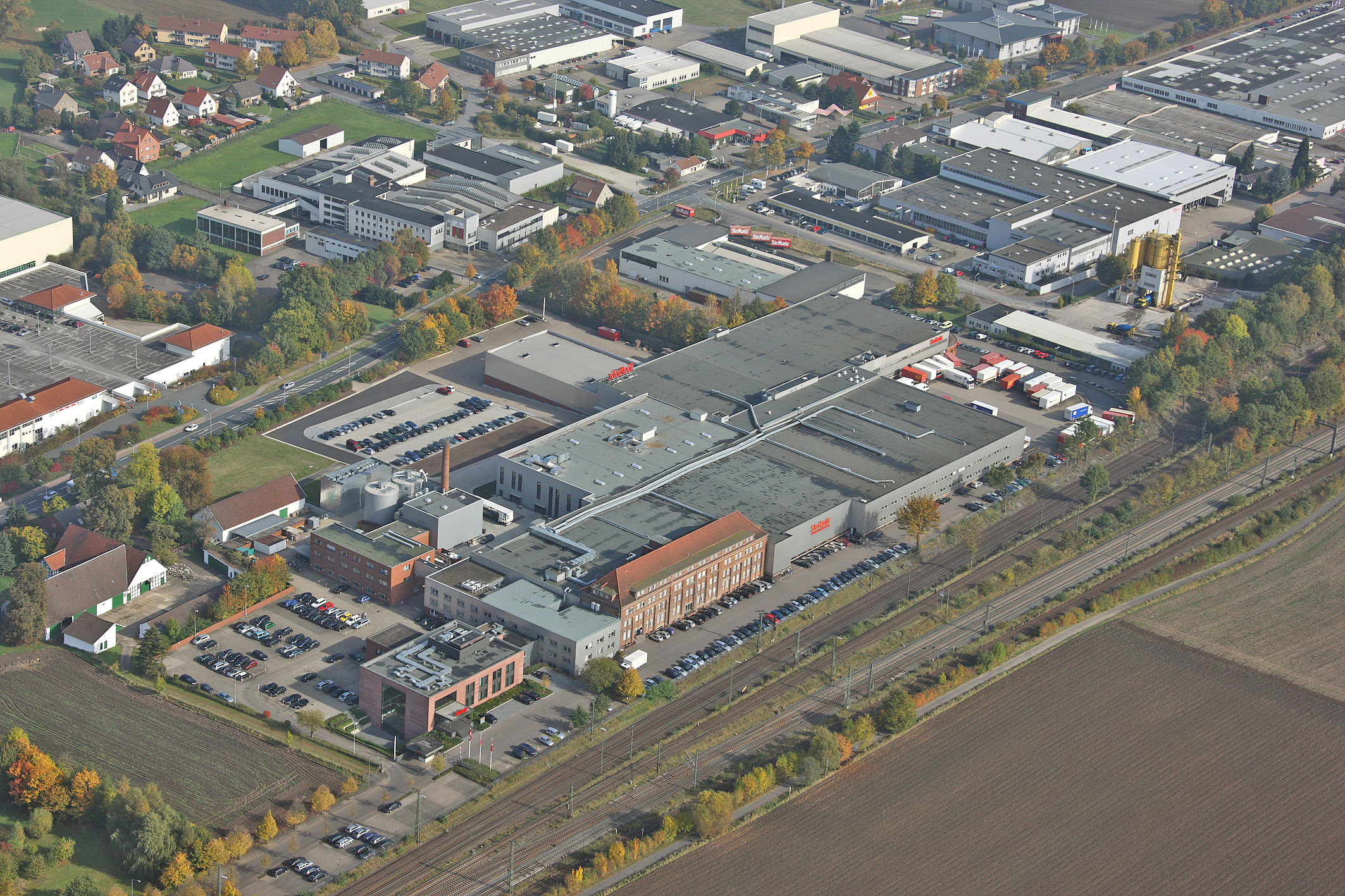
Sede en Löhne (2008)

En el año 1920, August Siekmann fundó una fábrica de muebles de cocina en un terreno de la compañía ferroviaria de Colonia-Minden. Durante la Segunda Guerra Mundial, gran parte de la fábrica fue destruida, pero la empresa retomó la producción de cocinas en 1946. En 1960, SieMatic presentó la primera cocina con tiradores integrados, creando una unidad yentre puerta y tirador, dejando lisa la superficie exterior de las puertas. Desde ese momento, SieMatic pasó a ser tanto el nombre de la marca como el de toda la empresa. A principios de los años 70 se amplió notablemente la capacidad de producción de la planta original de Löhne. Por primera vez, la empresa alcanzó un volumen de ventas de más de 100 millones de marcos alemanes y estableció filiales en otros países europeos. En 1979, SieMatic se introdujo en el mercado estadounidense, estableciendo allí una filial. En los años 90, SieMatic fue uno de los primeros fabricantes de muebles de cocina en usar tableros de fibra de densidad media (MDF) en sus productos. En 2004, SieMatic inauguró un centro de exposición en sus oficinas centrales, el "August Wilhelm Siekmann Forum", que sigue abierto a día de hoy. La empresa también ha creado un nuevo centro de logística cerca de las oficinas centrales en Löhne.

## Productos

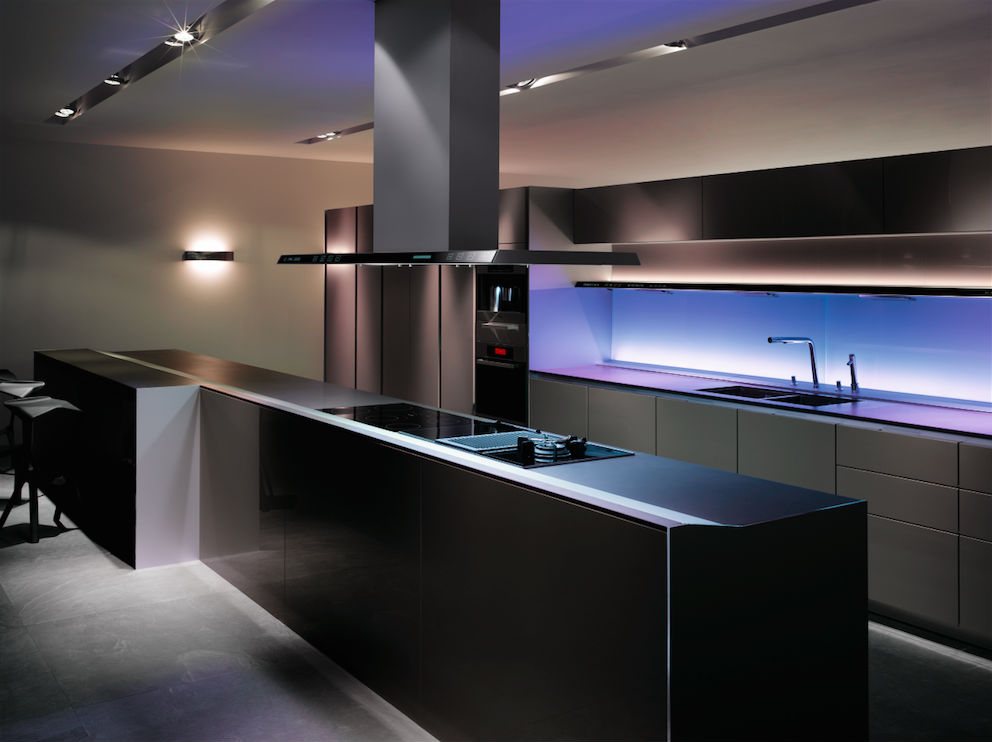
SieMatic S1 negro (2007)

SieMatic fabrica mobiliario de cocina: armarios, encimeras, sistemas de equipamiento interior y accesorios. Uno de los productos más conocidos de la empresa es la S1, una cocina sin tiradores introducida en 2008, con iluminación y sistemas multimedia integrados en los armarios, y que ha sido merecedora de varios galardones, como el Red Dot Design Award. Desde entonces SieMatic también ha presentado la S2 y S3, dos productos similares, pero pertenecientes a diferentes categorías de precio. Más recientemente, SieMatic ha empezado a categorizar sus cocinas de acuerdo con los "mundos estilísticos" en lugar de por series de productos. Desde 2016, los mundos estilísticos de la compañía se dividen en Classic, Pure y Urban.
Desde hace varios años,[¿cuántos?] las virutas y el polvo de madera acumulado durante la producción en la fábrica de SieMatic en Löhne se recolectan y utilizan como fuente de energía para calentar las oficinas centrales de la empresa. A fecha de 2016, el centro de producción de SieMatic abarca más de 70,000 m².

## Ubicaciones

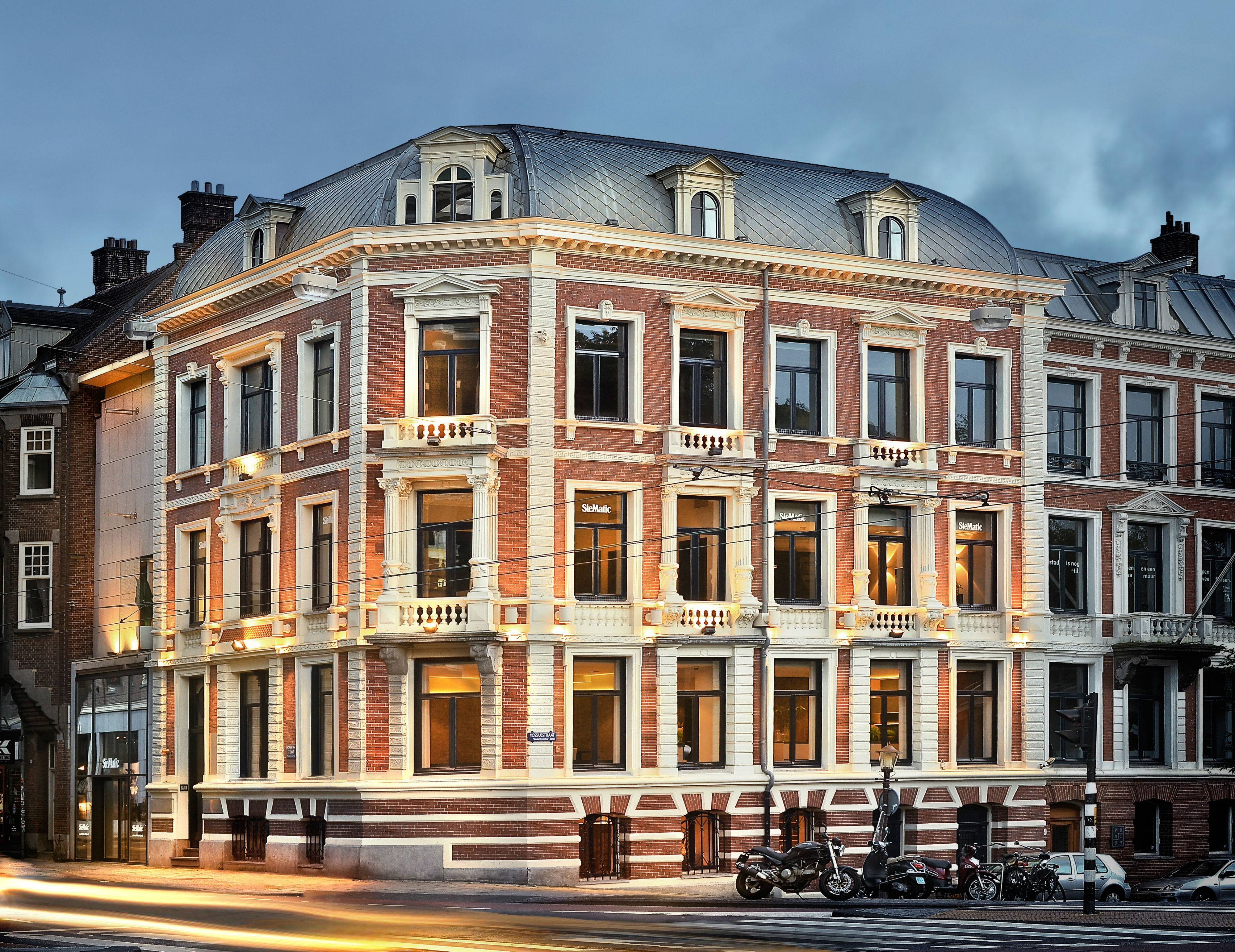
Tienda de Vondelpark (2014)

SieMatic cuenta con distribuidores en ciudades de todo el mundo, inclusive Chicago, Dubái, Dublín, Oslo, Seúl y Sídney. La empresa es propietaria y opera tiendas insignia en ciudades como Ámsterdam, Pekín y Nueva York. La sala de exposición en Midtown Manhattan ganó el premio "Showroom of the Year 2014" otorgado por la revista "Kitchen and Bath Business". SieMatic también participa en el mercado de las obras y sus cocinas están presentes en edificios de lujo como The Ritz-Carlton Residences de Chicago.
La clientela de SieMatic incluye al antiguo Papa Benedicto XVI, quien hizo instalar una cocina SieMatic en el Palacio Apostólico. Asimismo, el equipo de fútbol Arminia Bielefeld cuenta con cocinas SieMatic en los palcos de lujo del estadio.